# شينغبينغ
شينغبينغ (بالصينية: 兴平市) هي مدينة على مستوى مقاطعة، في الصين، تقع في شيانيانغ، بلغ عدد سكانها 541,554 نسمة، تبلغ مساحتها 496 كيلومتر مربع، رمزها البريدي هو 713100.

## التقسيمات الإدارية
- Mawei Subdistrict  [لغات أخرى]‏
- Tangfang Township, Shaanxi [الإنجليزية]‏.